# Sinclair Research
Синклер рисерч лтд је британска компанија ширем аудиторијуму понајвише позната по производњи кућних рачунара ZX80. ZX81, ZX Spectrum и QL који су били врло популарни у првој половини 80-х година 20. века. Оснивач компаније је био Клајв Синклер који је 1981. године добио од британске краљице титулу Сер због великих заслуга у популаризацији британских рачунара широм света. 
Компанија Sinclair Research је од појаве рачунара ZX80 па до издавања рачунара QL бележила константан пословни успех. Међутим, услед великх проблема и недорађености рачунара QL, слабог менаџмента компаније, као и због појаве снажне конкуренције, фирма запада у губитке и након неколико неуспешних покушаја продаје постаје део тада врло амбициозне компаније Amstrad.